# جوسيف كيك
جوسيف كيك (بالألمانية: Josef Keck)‏ هو متسابق بياثل ألماني، ولد في 8 أغسطس 1950 في  في ألمانيا، وتوفي في 11 مايو 2010.

## وصلات خارجية
- جوسيف كيك على موقع أوليمبيديا (الإنجليزية)